# Chiesa di Santa Maria della Pace (Milano)
La chiesa di Santa Maria della Pace è un luogo di culto cattolico di Milano situata in via San Barnaba 40. È sede della Luogotenenza per l'Italia Settentrionale dell'Ordine equestre del Santo Sepolcro di Gerusalemme.

## Storia
La chiesa nacque grazie a una donazione di Bianca Maria Visconti e del figlio Galeazzo Maria Sforza, che ne affidò il progetto a Guiniforte Solari: iniziata nel 1476 i lavori volsero al termine nel 1497. Notizie successive si hanno nel 1805 con la sconsacrazione della chiesa, che passò da magazzino militare, a ospedale, a scuderia per diventare infine un maneggio.
Nel 1900 venne acquistata dai nobili Bagatti Valsecchi, che la restaurarono e vi fondarono un auditorium con il nome di Salone Perosi, adibito all'esecuzione degli oratori di Lorenzo Perosi. Problemi fiscali ne forzarono la dissoluzione.
La chiesa passò nel 1906 alle suore di Santa Maria Riparatrice, che provvidero al restauro dell'edificio ed alla sua riconsacrazione.
In ultimo, nel 1967, lo stabile è stato acquistato dall'Ordine equestre del Santo Sepolcro di Gerusalemme che lo utilizza tutt'oggi per le proprie funzioni, ammettendo il pubblico solo la mattina di ogni primo giovedì del mese o su prenotazione.

## Descrizione

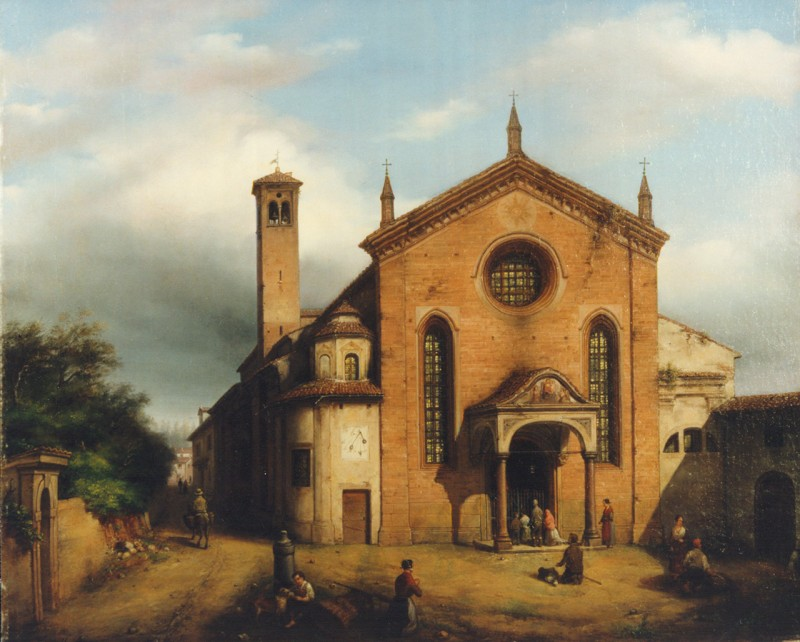
Carlo Canella, Veduta della chiesa di Santa Maria della Pace in Milano, 1852-1855

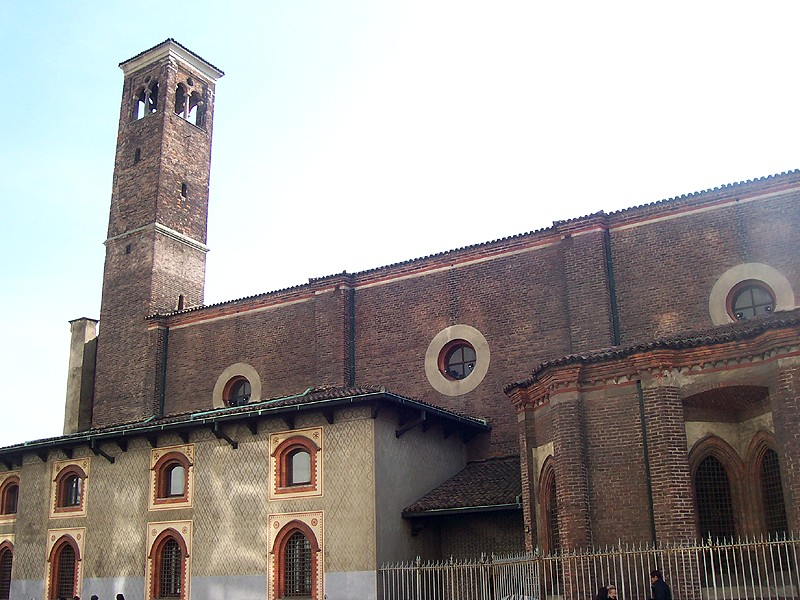
Fianco sinistro e campanile

Perosi e Toscanini, davanti al Salone Perosi, oggi la Chiesa di Santa Maria della Pace, al tempo della prima dell'oratorio perosiano Mosè (1901)

### Esterno
La chiesa di Santa Maria della Pace si presenta, esternamente, in stile gotico lombardo, ripristinato nell'abito dei restauri del 1900.
La facciata, che non dà su via San Barnaba, ma su un cortile ad essa adiacente, è a capanna, con paramento murario in laterizi. Al centro, vi è il portale strombato, con lunetta ogivale. Prima dei restauri del 1900, era preceduto da un pronao barocco sorretto da due colonne tuscaniche, avente nel timpano l'affresco della Madonna in trono col Bambino tra i santi Filippo, Giacomo e un francescano, di Simone Peterzano. Ai lati del portale, vi sono due alte monofore ogivali e, al centro, il rosone circolare.
Lungo il fianco sinistro della chiesa, parallelo a via San Barnaba, è caratterizzato dal susseguirsi delle cappelle laterali che sporgono dalla parete della navata. In prossimità della facciata, si trova un piccolo portico sorretto da una colonna marmorea, che precede l'ingresso laterale della chiesa. In fondo alla navata, vi è il campanile rinascimentale a pianta quadrata, con cella campanaria che si apre sull'esterno con una bifora per lato.

### Interno
L'interno della chiesa di Santa Maria della Pace è in un sobrio stile rinascimentale che si è andato a sovrapporre al gotico originale, ancora visibile nelle strutture.
La chiesa è a navata unica di cinque campate, ciascuna delle quali è coperta con volta a crociera coperta con affreschi del XV secolo raffiguranti soli radianti con all'interno le scritte PAX (pace in lingua latina) e IHS (monogramma bernardiniano). Originariamente, tra la terza e la quarta campata, si trovava un tramezzo in muratura che separava l'area riservata ai fedeli dal coro; della decorazione pittorica ad affresco che lo decorava sono rimasti alcuni lacerti, rinvenuti nel corso del restauro del 1997. Lungo la parete laterale sinistra della navata, vi sono cinque cappelle laterali, ciascuna delle quali ha come accesso sulla navata, una doppia arcata sorretta al centro da una semplice colonna marmorea. Nella quinta cappella sinistra, sull'altare, si trova il quadro Madonna della Pace, del XVI secolo.
Il presbiterio, rifatto in stile moderno dopo il Concilio Vaticano II, è rialzato di alcuni gradini rispetto al resto della chiesa ed occupa la quinta campata della navata; esso ospita l'altare maggiore marmoreo e, sulla sinistra, l'ambone ligneo. Alle spalle del presbiterio, l'abside a pianta rettangolare, coperta con volta a botte riccamente decorata con affreschi di Tanzio da Varallo, realizzati tra il 1630 e il 1633. Essi sono: Angeli cantano il Gloria (al centro), Annunciazione (a sinistra) e Adorazione dei pastori (a destra).
Nella chiesa vi erano pregevoli affreschi di Bernardino Luini (Storie della Vergine e di s. Giuseppe nella cappella di s. Giuseppe) e Gaudenzio Ferrari, parti dei quali, staccate, sono esposte presso la Pinacoteca di Brera.

### Organo a canne
Sulla cantoria posta nell'abside, alle spalle del presbiterio, si trova l'organo a canne, costruito nel 1891 dal bosino Pietro Bernasconi; lo strumento era originariamente collocato alle spalle dell'altare maggiore e da questo occultato; nel 1997 è stato restaurato dall'organaro cesanese Gianfranco Torri e sistemato nell'attuale collocazione.
L'organo e a trasmissione integralmente meccanico, con due tastiere (la prima Grand'Organo, la seconda Organo Eco) di 58 note ciascuna e prima ottava cromatica estesa, ed una pedaliera dritta di 27 note. La sobria cassa, realizzata nel 1997, incornicia la mostra, composta da 25 canne di principale disposte in cuspide unica con bocche a mitria allineate orizzontalmente.